# Peter Bang (ingeniør)
 Der er flere personer med dette navn, se Peter Bang.
Peter Boas Bang (født 14. marts 1900 på Frederiksberg, død 26. maj 1957 i Struer) var en dansk ingeniør og fabrikant. Han grundlagde i 1925 sammen med Svend Olufsen det nu internationalt kendte firma Bang & Olufsen i Struer.

## Barndom
Peter Boas Bang var søn af prokurist Camillo Cavour Bang (1861-1949) og Augusta Pouline Boas (1868-1919). Hans fem år yngre bror Poul Bang blev filminstruktør og direktør ved Saga Studio.
Peter Bang voksede op i et velhavende borgerhjem i København, der var udstyret med flere nyskabelser: Elektrisk lys, telefon og en fonograf, og familien fik egen bil. Han gik på Nærum Kostskole fra han var 9 år. På grund af moderens svagelighed var han optaget af alt, hvad der havde med mekanik at gøre og købte batterier, ringeklokker, afbrydere osv. for sine lommepenge.
Peter viste meget tidligt interesse for teknologi og radio, og han erindrede således, at han som femårig havde lyttet til en optagelse med Enrico Caruso.
14 år gammel forlod han kostskolen, flyttede hjem og kom i mellemskolen. Han fortsatte sine eksperimenter og blev hjulpet og opmuntret af kusinen, Isse Wulff, der var assistent på Teknologisk Institut.
Til sin realeksamen 1917 fik han skudsmålet:
2"
"En noget tungt arbejdende Elev, hvis udprægede Evner ligger paa det praktiske Omraade."
Det fik faderen, Camillo Cavour Bang, til at sætte ham i smedelære hos Siemens & Halske, hvor han efter fyraften foretog eksperimenter, bl.a. med en vindmølle, der skulle levere strøm til familiens sommerhus.

## Uddannelse på Aarhus Elektroteknikum
Peter Bang stod i lære i 4 år, og efter en kort svendetid fik han faderens tilladelse til at lade sig optage på elektroingeniørstudiet på Aarhus Elektroteknikum. Her byggede han flere radioapparater, bl.a. til familien i København og til moderens familie. Under studierne eksperimenterede han med radioteknologi, og han bad konstant sin far om penge til batterier hertil. Derfor konstruerede han i det 3. studieår en lysnetmodtager, der ikke krævede batterier.

## Ophold i USA
Da radioindustrien især i USA var inde i en rivende udvikling, rejste Peter Bang efter sin afgangseksamen til USA for at videreuddanne sig. Han og broderen Poul rejste til USA i efteråret 1924 på et etårigt ophold, hvor Peter studerede radioproduktion og arbejdede på en radiofabrik i 6 måneder.
Inden afrejsen luftede han over for faderen ideen om selv at starte en fabrikation i Danmark. Men han nåede ikke at komme i gang. Straks efter hjemkomsten til København blev han kontaktet af en studiekammerat fra Aarhus Elektroteknikum, Svend Andreas Grøn Olufsen, der på sit tårnværelse hos forældrene på godset Quistrup ved Struer var i gang med at bygge en lysnetmodtager. Men han behøvede en sparringspartner. Peter rejste over til Svend, og finansieret af penge, som Svends mor tjente ved æggesalg, begyndte de to ingeniører at strukturere deres projekt. Det skulle vise sig at blive indledningen til et årelangt samarbejde.

## Bang & Olufsens spæde begyndelse
Der gik ikke lang tid, før de to unge ingeniører fandt ud af, at de kunne samarbejde, og at der var noget at samarbejde om. Camillo Cavour Bang, der forstod, at der var tale om et seriøst projekt, bad dem om at komme til København for at få bragt formaliteterne i orden, og den 17. november 1925 blev der holdt stiftende generalforsamling i A/S Bang & Olufsen. Aktiekapitalen var på 10000 kr. De to grundlæggere havde hver en andel på 4000 kr., mens deres respektive fædre hver havde en på 1000 kr. Camillo Cavour Bang blev valgt til bestyrelsesformand.
Efter en træg start med en meget beskeden succes med lysnetmodtageren, fandt de to grundlæggere ud af, at der var et mere givtigt marked for et produkt, der kunne forsyne folks hidtil batteridrevne radioer med strøm fra lysnettet. Produktet, der nærmest svarer til vore dages strømforsyninger, kaldte de en Eliminator. Den blev lanceret i 1926 som deres første kommercielle produkt, og den blev grundlaget for firmaets eksistens i de første par år.
Derefter manifesterede Bang & Olufsen sig igen som en radiofabrik med Peter Bang som den tekniske innovator. Han var en mand, der tog fat på opgaverne og løste dem – ofte på genial vis – uden altid at forstå hvor genialt. Tit stod han op om natten for at eksperimentere, og når de ansatte mødte kl. 7 om morgenen, stødte de ved talrige lejligheder på direktøren i pyjamas.
Da Svend Olufsen døde i 1949, fortsatte Peter Bang som enedirektør og nåede inden sin død i 1957 at opleve en ny epokegørende produktion på B&O: Fjernsynet.
Peter Bang blev gift første gang i 1933 med Else Windfeldt Jensen (1907-37) med hvem han fik sønnen Jens Bang i 1935. Han giftede sig anden gang i 1939 med Kirsten Retlev-Abrahamsen (1914-90) med hvem han fik 3 børn: Lotte Bang Thorsen, Lars Peter Bang og Dorte Krogh.
Sønnerne gik begge i faderens fodspor og lagde deres livsindsats som ingeniører på fabrikken i Struer.
Peter Bang er begravet på Gimsing Kirkegård.